# Calcul des structures et modélisation
 (janvier 2014).
Si vous disposez d'ouvrages ou d'articles de référence ou si vous connaissez des sites web de qualité traitant du thème abordé ici, merci de compléter l'article en donnant les références utiles à sa vérifiabilité et en les liant à la section « Notes et références ».
Le calcul des structures et la modélisation concernent deux domaines distincts : d'une part les applications spécifiques au patrimoine architectural, mobilier et naturel et d'autre part les applications industrielles. 
Le calcul des structures et leur modélisation est utilisé dans les domaines :
- de la conservation et mise en valeur du patrimoine architectural, mobilier et naturel, dans le cadre de missions d’assistance à la maître d’œuvre ou au maître d’ouvrage permettant d’arrêter un programme de travaux[1],
- d’applications industrielles.

## Les applications au patrimoine architectural, mobilier et naturel
Sur l'insuffisance des études de programmation citons un extrait de la brochure de la Mission interministérielle pour la qualité des constructions publiques La qualité des constructions publiques (MIQCP). « L'importance des études de programmation est aujourd'hui admise et reconnue. Faire l'impasse sur cette phase essentielle du projet, prévoir un budget et un délai trop faibles pour faire toutes les explorations nécessaires, négliger les concertations indispensables risquent fort de remettre plus tard en cause tout ou partie du projet. Le maître d'ouvrage a besoin de tous les éléments que fournissent de bonnes études de programmation pour arrêter des choix les plus judicieux possibles et pouvoir ensuite faire partager ses choix aux futurs usagers et utilisateurs ». 
Progressivement généralisées et adaptées à l’importance et à la nature des travaux, ces études prennent en compte l’intérêt historique, architectural, archéologique, technique et économique. Elles permettent de constituer le programme d’opération sur lequel s’appuie le maître d’œuvre pour élaborer son projet architectural et technique.
C'est pour répondre à cette exigence que des études historiques et archéologiques sont réalisées par exemple par le Groupe de recherches Art, Histoire, Architecture et Littérature (GRAHAL) visant à établir un dossier documentaire exhaustif retraçant l’histoire et les évolutions d’un monument ou d’un site. Les études préalables à une intervention sur le patrimoine architectural, mobilier et naturel sont donc constituées d’un recensement des données documentaires, scientifiques, archéologiques et techniques disponibles et à respecter. C’est sur la base de ce constat que des simulations, protocoles d’interventions peuvent alors être établis pour donner toute garantie au respect de l’ouvrage, du site où de l’œuvre sur lesquels on se propose d’intervenir. Les techniques sont adaptées aux différents objectifs recherchés : modèle, maquette, maquette numérique, images de synthèse, etc.
Les établissements d’enseignements concourant à ces thèmes de recherche concernant le patrimoine
Étude sur la stabilité des voûtes d’ogives. Elle a été effectuée par l'École supérieure d’architecture de Paris-La Villette en liaison avec la Direction de l'Architecture et du Patrimoine, la compagnie des Architectes en chef des monuments historiques, le Centre expérimental du bâtiment et des travaux publics (CEBTP), l’École d’architecture de Nantes et l’Université Paris-VI Pierre et Marie Curie.
« Si la grande église abbatiale de Cluny existait aujourd’hui dans son intégrité, les élèves de l'École nationale supérieure des Arts et Métiers n’auraient pu, en 1988, former le projet de sa reconstruction dans cette version informatique qui allait aboutir, un peu plus tard en 1990, à un film d’images de synthèse connu et diffusé sous le titre « Cluny III, images de pierres ». Plus de neuf cents ans après la pose de la première pierre, nous pouvons la redécouvrir, en mesurer l’ampleur et l’harmonie, permettre aux historiens, aux archéologues ou aux architectes de conduire et de vérifier leurs hypothèses et leurs travaux et à un vaste public, éclairé ou initié, d’en appréhender le pourquoi et le comment : mouvement perpétuel et indissociable de l’histoire et de la technique liées l’une à l’autre, indifféremment au gré de l’opportunité et des moyens du moment. Ce type de réalisation avait déjà montré les possibilités de la modélisation avec les temples de Karnak et de Louxor, les ponts de Paris, la Bastille ou la cathédrale de Westminster. Ce procédé est devenu un formidable vecteur de découverte, d’évolution de la connaissance et de communication » (Père Christian, L’abbaye de Cluny, Cluny, École nationale supérieure des Arts et Métiers, 1996).
Modélisation architecturale avec les images de synthèse
La recherche porte sur la production d'images de synthèse restituant des bâtiments aujourd'hui disparus ainsi que les ensembles monumentaux, dans les différentes étapes de leur construction et restauration. Des images en 3 dimensions, destinées à être intégrées sous formes fixe et animée, dans les sites Internet produits par la Mission de la recherche et de la technologie ont été réalisées : oppidum d'Entremont celto-ligure ; il s'agissait de restituer une rue, une salle hypostyle ainsi qu'un bâtiment industriel. Ces documents compléteraient la documentation réunie pour le site Internet à paraître dans la collection « Grands sites archéologiques ». Cité de Carcassonne : une visite virtuelle de la cité actuelle, images illustrant la manière dont la restauration s'est faite, ainsi que les différentes étapes de la restauration conduite par Viollet-le-Duc et ses successeurs au XIXe siècle. Ce site fera partie du réseau européen de sites Internet développés dans le cadre d'un projet européen Raphaël.
La confection de l’image demande de lourds et coûteux moyens en matériel informatique. Le procédé n’est pas seulement applicable au bâti, mais aussi aux techniques. Lors d’une récente exposition consacrée aux ingénieurs, des machines dessinées dans les traités des XVe et XVIe siècles ont été reconstituées en images de synthèse. La résolution des problèmes mécaniques par les expériences réalisées en image a permis de construire les machines en grandeur nature. Le problème pour l’historien du bâtiment est la restitution des parties manquantes. La limite du dessinateur est d’avoir un point de vue figé. Les images de synthèse étendent le dessin aux autres faces, intérieures et extérieures, et aux perspectives de n’importe quel point de vue à la demande. Elles aident à la conception de maquettes tridimensionnelles. Parmi les nombreuses institutions réalisant des images de synthèse figurent un établissement public, l’Institut national de l'information géographique et forestière (IGN), et un privé, le Centre d’étude des châteaux-forts à Strasbourg.

### Journées Scientifiques
Analyse et restauration des structures du patrimoine architectural. Lors de sa réunion à Nicosie, en février 2006, le comité international de l’ICOMOS a lancé 3 nouveaux groupes de travail : "analyse sismique de structures historiques", "conservation des structures du patrimoine du XXe s.", "fondations de structures historiques" Quant au groupe "sécurité des structures" il doit étudier le rapport entre Recommandations, directives, réglementation et normes, et l'évaluation de la sécurité des structures historiques. Une réunion s’est tenue à New Delhi (Inde), 6-8 novembre 2006, en lien avec la Ve conférence internationale sur l'analyse structurelle des structures historiques.

## Les applications industrielles
De nombreux domaines d’activité sont concernés par les applications industrielles. L’association Computational Structural Mechanics (C.S.M.A.) - Calcul de structures et modélisation (Association) - anime des journées scientifiques et congrès qui font le point des recherches dans les divers domaines industriels.